# Писменово
Писменово (болг. Писменово) — село в Болгарии. Находится в Бургасской области, входит в общину Приморско. Население составляет 216 человек.

## Политическая ситуация
Кмет (мэр) общины Приморско — Димитр Германов (Граждане за европейское развитие Болгарии) по результатам выборов в правление общины.